# Leonard Bosack
Leonard Bosack (1952), juntamente com sua esposa Sandy Lerner, é um co-fundador da Cisco Systems, uma empresa multinacional americana que projeta e comercializa produtos eletrônicos de consumo, redes e tecnologia e serviços de comunicações.
Recebeu o prêmio Computer Entrepreneur em 2009 por co-fundar a Cisco Systems e ser pioneiro e promover a comercialização da tecnologia de roteamento e as profundas mudanças que esta tecnologia possibilitou na indústria de computadores. Seu patrimônio líquido é estimado em aproximadamente US $ 200 milhões.
É considerado pioneiro na comercialização generalizada da tecnologia de rede local (LAN) para conectar computadores geograficamente díspares em um sistema de roteador multiprotocolo, que era uma tecnologia inédita na época. Em 1990, a administração da Cisco demitiu o cofundador da Cisco, Sandy Lerner, e Bosack renunciou.
A partir de 2010, Bosack foi o CEO da XKL LLC, uma empresa de engenharia privada que explora e desenvolve redes ópticas para comunicações de dados.